# Дева Мария - Майка на святата надежда (Бърдарски геран)
„Дева Мария – Майка на святата надежда“ е християнска църква във Бърдарски геран, Северна България, част от Никополската епархия на Римокатолическата църква. Църквата е била енорийски храм на немската енория в селото.

## История на енорията
Немците идват в село Бърдарски геран заедно с банатските българи и са от групата на т.нар. „шваби“, които са доста многобройни в Банат по това време. Първите заселници се откриват в Бърдарски геран още през април 1893 г., когато идват семействата на Хайнрих Рус, Яков Бекер, Петер Гейл, Йохан Вингеронг и един свещеник. Те не идват по спогодбата, по която се преселват банатските българи, но получават също толкова земя, а вече добре съжителствали с българите в Банат.
Банатските българи, които са земеделци, имали нужда от занаятчии, каквито сред немците се срещали по-често, макар и те да били главно земеделци. През август същата година идват още семейства, а през следващата година броят на семействата нараства на 95. И те, като банатските българи, се стремят да се заселят така, че да не се смесват с другите – отделят се в източния край на селото, но ползват същите храм и училище, които се посещават и от българите. През 1936 г. немците вече съставляват 11 % от населението на селото.
По време на Втората световна война почти всички банатски немци са преселени обратно в Германия с което енорията престава да съществува.
На 18 септември 2021 г. пред стените на  църква, епископ Страхил Каваленов отслужва специална литургия за възобновяването на изоставения и полуразрушен храм.

## История на храма
Тържественото освещаване на храма се извършва на 2 юли 1929 г. Храмът се намира се в двора на бившия манастир на бенедиктинките заедно със старата манастирска сграда и сградата на бившето немско училище.